# Abbazia di Fossanova
L'abbazia di Fossanova è situata nel comune di Priverno, 5 km a sud del centro urbano, in provincia di Latina. L'abitato sito tutt'intorno ha l'aspetto di vicus e prende il nome da una cloaca che nei primi tempi del piccolo borgo (ora frazione di Priverno) era chiamata Fossa Nova.

## Storia
L'abbazia, figlia dell'abbazia di Altacomba e la cui costruzione durò dal 1163 al 1208, è un perfetto esempio del primo stile gotico italiano, anzi più precisamente di una visibile forma di transizione dal romanico al gotico; l'interno è spoglio o quasi di affreschi (ne rimangono, almeno fino al 1998, alcuni brandelli sulle pareti) secondo l'austero memento mori dei monaci cistercensi.
papa ivit Pipernum, et comedit ibi et dormivit; et domnus Iohannes de Ceccano cum toto comitatu suo similiter Pipernum ivit. Ad auram post meridiem domnus papa cum omnibus ivit ad monasterium Fossae novae; solemniter receptus cum processione, in refectorio cum conventu coenavit. In sero inventi sunt 200 equi ad hordeum, paleam et herbam.
Feria quarta clarente die domnus papa dedicavit altare maius ecclesiae novae praedicti Monasterii. [...] Et per totum diem ibi domnus papa moratus cum conventu, comedit in refectorio.
Feria quinta adveniente domnus papa a conventu monachorum, usque ad portam monasterii cum processione celebri conductus, ivit ad castrum
Sancti Laurentii; die et nocte permansit ibi.»
Il giorno seguente, di martedì [17 giugno], il signor papa si recò a Piperno, e qui mangiò e dormì; Il signor Giovanni da Ceccano con tutta la sua schiera si recò a Piperno.
Alla prima brezza pomeridiana il signor papa con tutti coloro che lo accompagnavano si recò al monastero di Fossanova dove, solennemente accolto da una processione, cenò nel refettorio con i monaci. La sera furono contati 200 cavalli a mangiare l'orzo, la paglia, l'erba.
Il mercoledì [18 giugno], sul far del giorno, il signor papa dedicò l'altare maggiore della chiesa nuova del detto monastero [...] E per tutto il giorno il signor papa si intrattenne con i monaci e mangiò nel refettorio; fu poi condotto con affollata processione alla porta del monastero per recarsi al castello di San Lorenzo: qui rimase il giorno e la notte.»
(Annales Ceccanenses,)
Fino al secolo XV l'abbazia beneficiò di un latifondo molto esteso: Tenuta di Fossanova, assegnato all'Abate commendatario nel 1400 e acquistata dal Principe Borghese nel XIX secolo, che ne riscattò anche gli usi civici. Ciò mise fine alle controversie tra i cittadini di Priverno e gli Abati circa la proprietà della tenuta.

## Complesso abbaziale

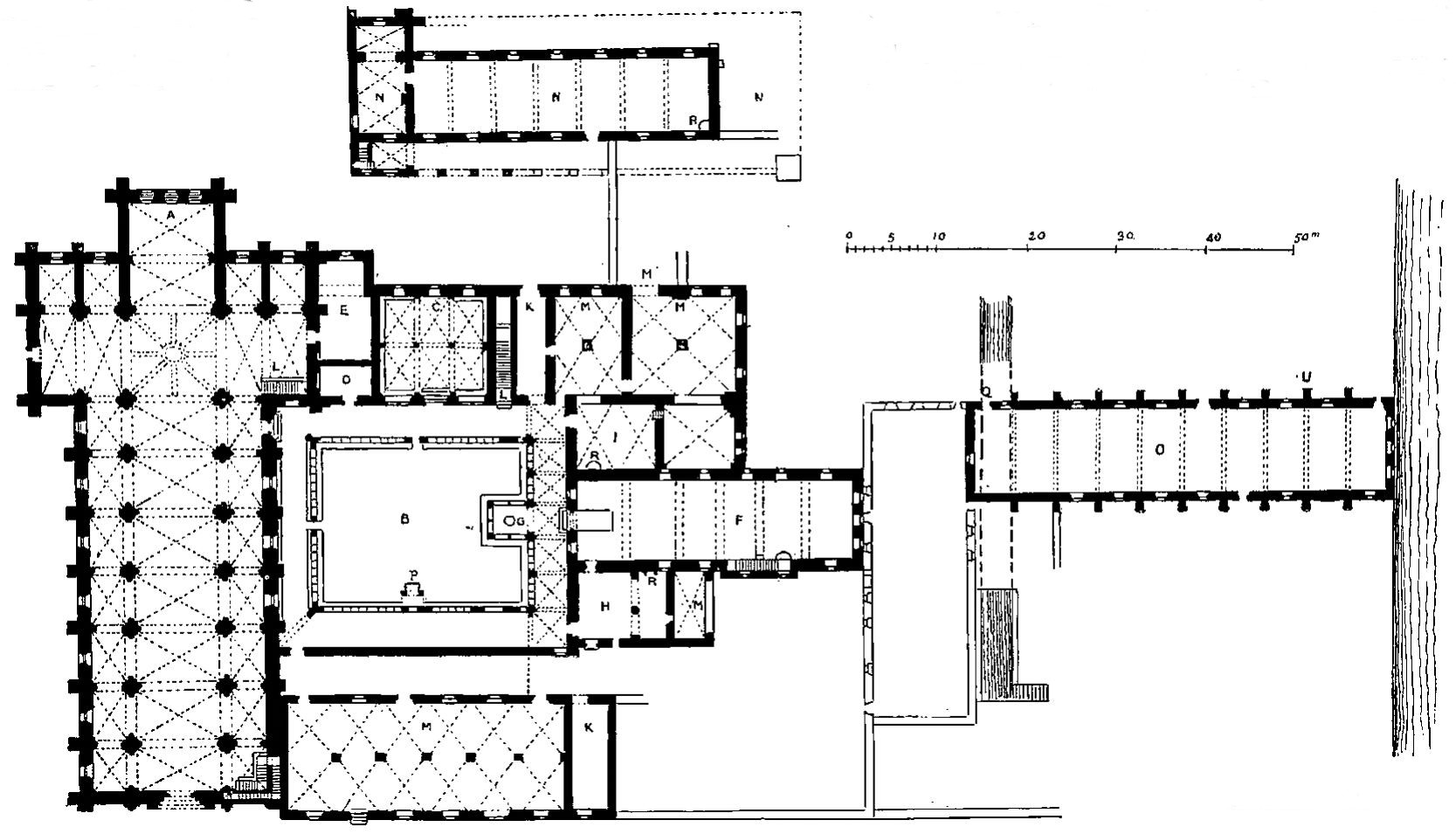
Planimetria del complesso abbaziale di Fossanova

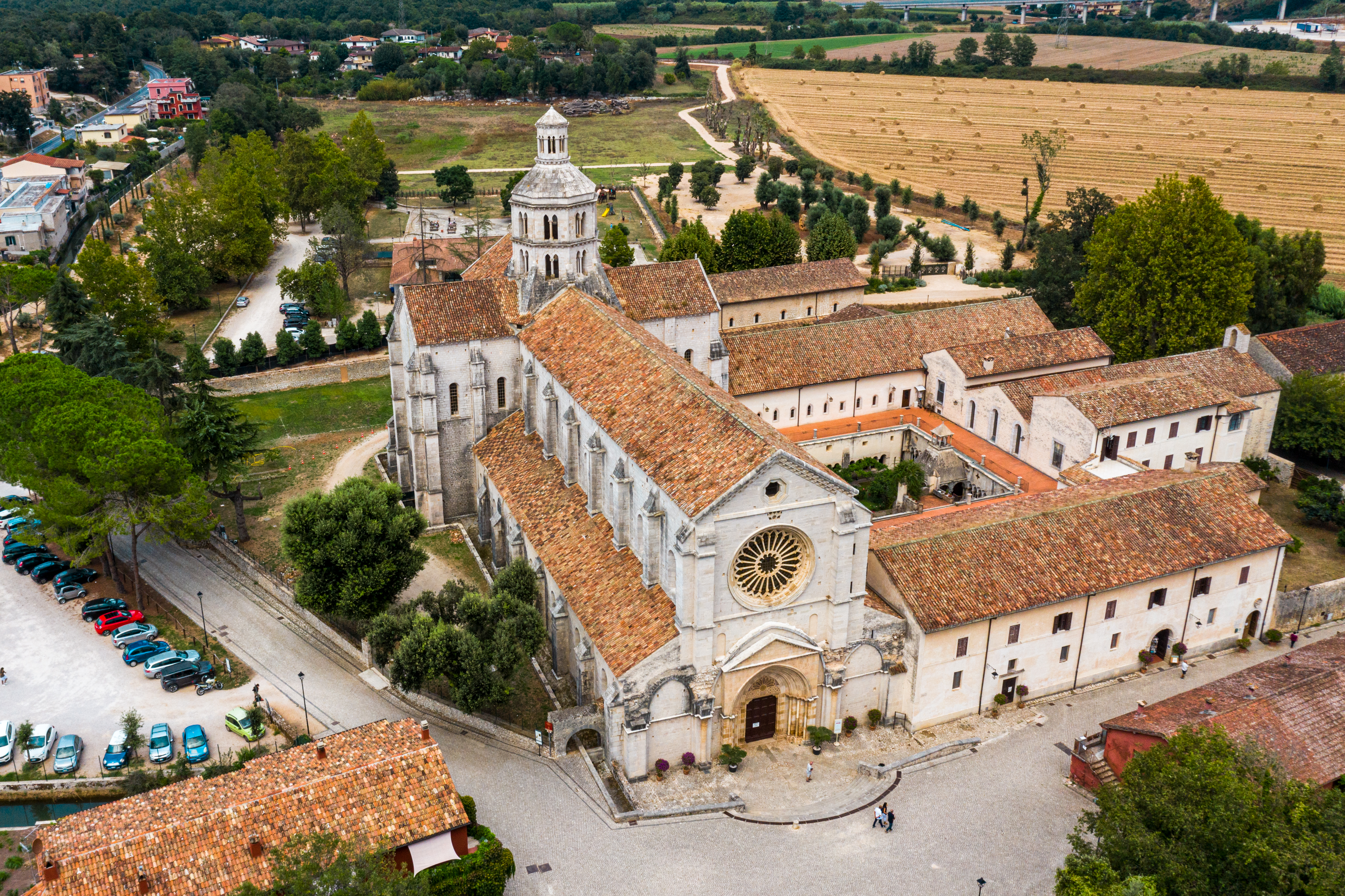
Abbazia di Fossanova

Dichiarata “monumento nazionale” nel 1874, l'Abbazia di Fossanova costituisce il più antico esempio d'arte cistercense in Italia e, assieme all'Abbazia di Casamari, una delle sue più alte espressioni. Il complesso nacque alla fine del XII secolo dalla trasformazione di un preesistente monastero benedettino, forse risalente al VI secolo, di cui rimane una flebile traccia al disopra del rosone della chiesa. L'antico cenobio, sorto sui resti di una villa romana, venne infatti ceduto nel 1134 da Papa Innocenzo II ad alcuni monaci borgognoni, guidati da San Bernardo di Chiaravalle, i quali seguivano la rigida regola scaturita dalla riforma di Citeaux (1098) improntata sull'originaria ortodossia benedettina.
Il complesso abbaziale noto come rifacimento di quello benedettino è costituito dal chiostro, fulcro dell'intero organismo, dalla chiesa di Santa Maria, dalla Sala Capitolare con sovrastanti dormitori dei monaci, dal refettorio, dalla cucina e dai dormitori dei conversi. Completano l'insieme la casa dei pellegrini, il cimitero e l'infermeria.
Consacrata nel 1208, conserva la nuda architettura, il magnifico rosone e tiburio e i capitelli finemente scolpiti, a testimonianza del ruolo preminente esercitato nella zona. Gli edifici del complesso monumentale sono recintati così da apparire come un borgo, per altro arricchito dai resti di una villa romana del I secolo a.C., visibili proprio di fronte alla chiesa.
Nel '700 l'abbazia era chiamata Badia del For Appio.
In uno dei locali dell'abbazia si vendono i prodotti dei monaci, dagli alimentari ai vini ed ai liquori. In abbazia, dal 1935 al 2017, ha abitato una comunità dei frati minori conventuali (francescani). Dal 2017 la cura dell'abbazia e della parrocchia è affidata ai padri dell'Istituto del Verbo Incarnato, con l'aiuto delle suore Serve del Signore e la Vergine di Matará, dalla stessa Famiglia Religiosa.

## La chiesa abbaziale

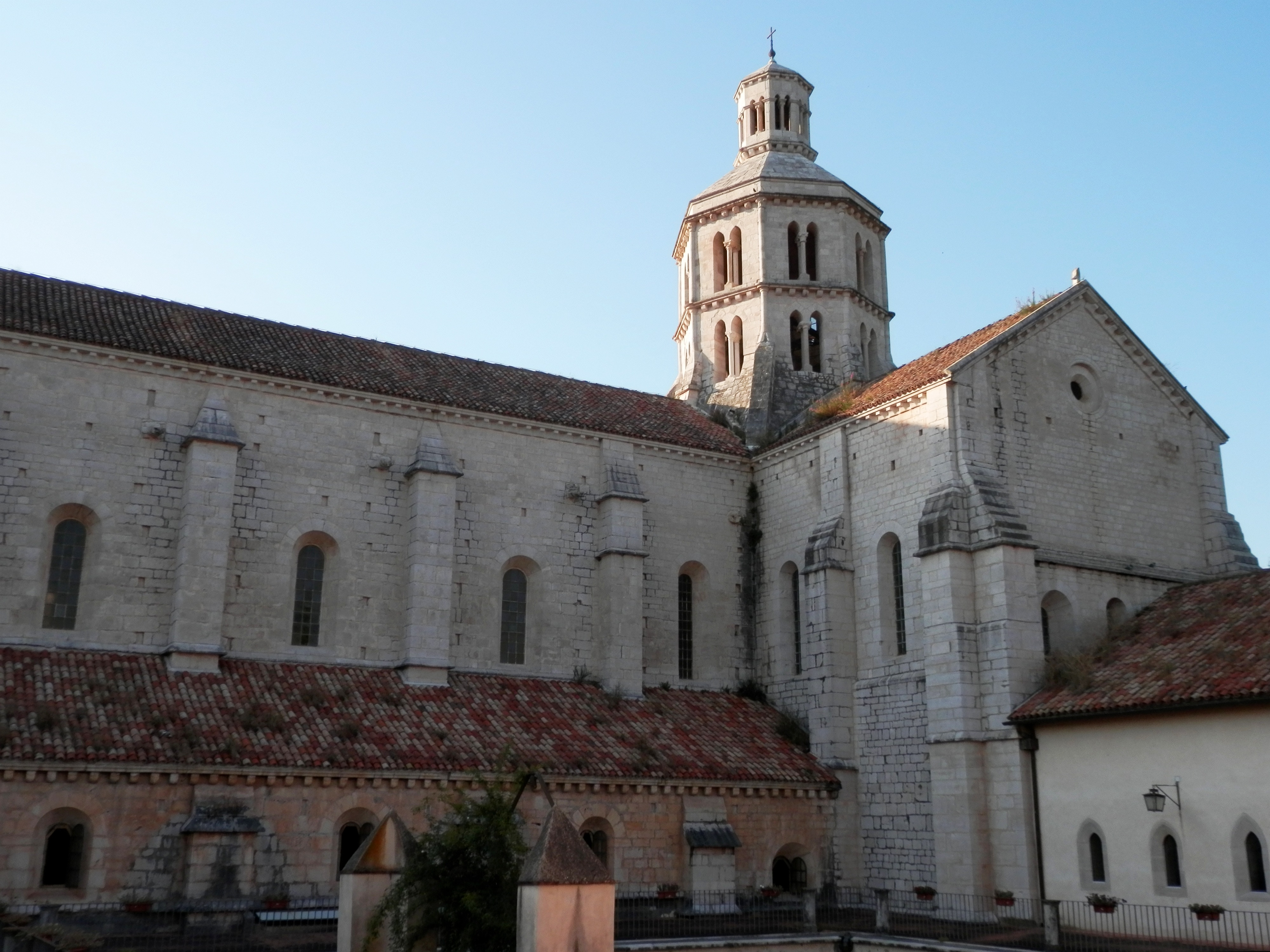
Vista da est, con il tiburio

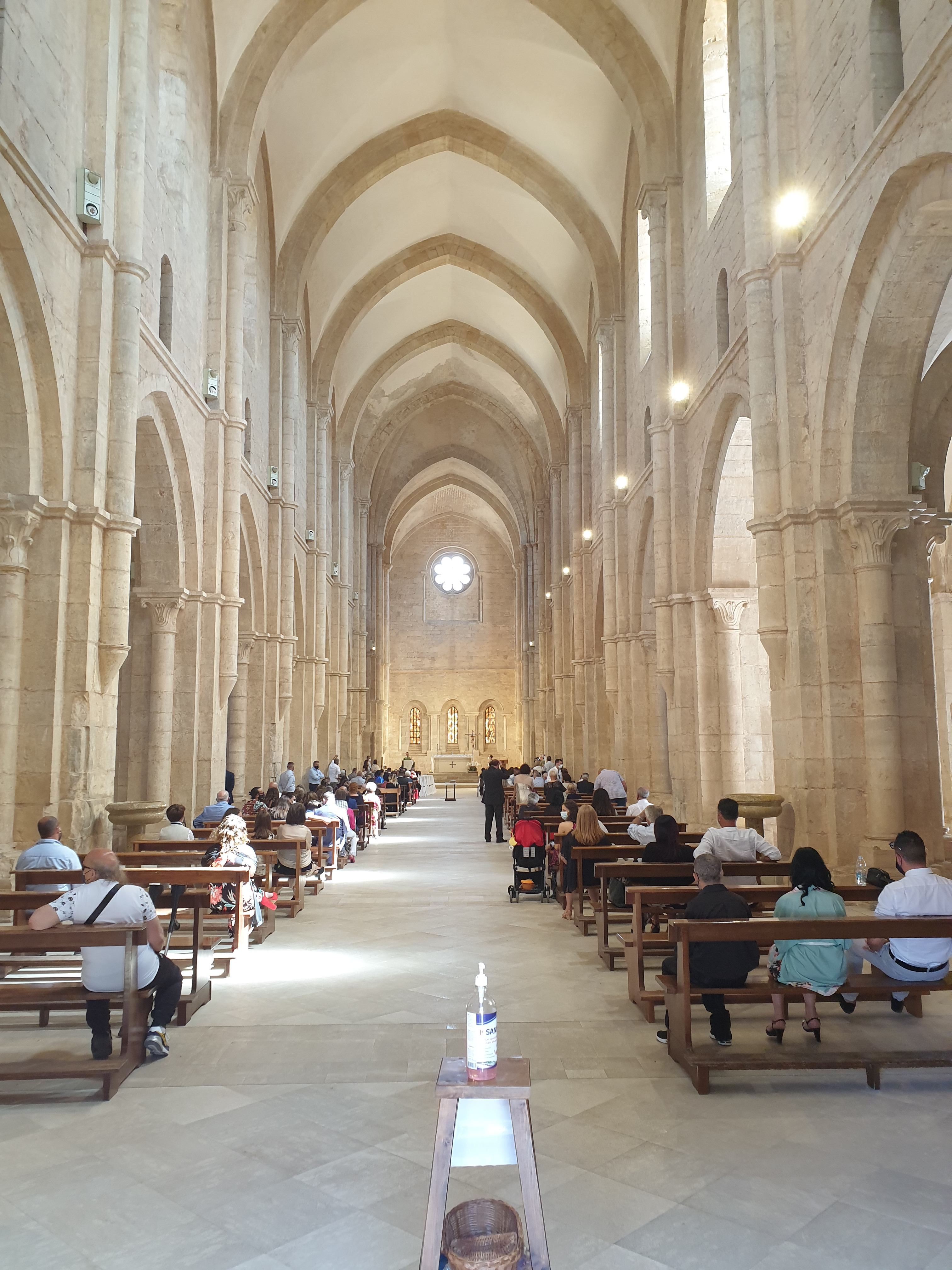
La navata centrale

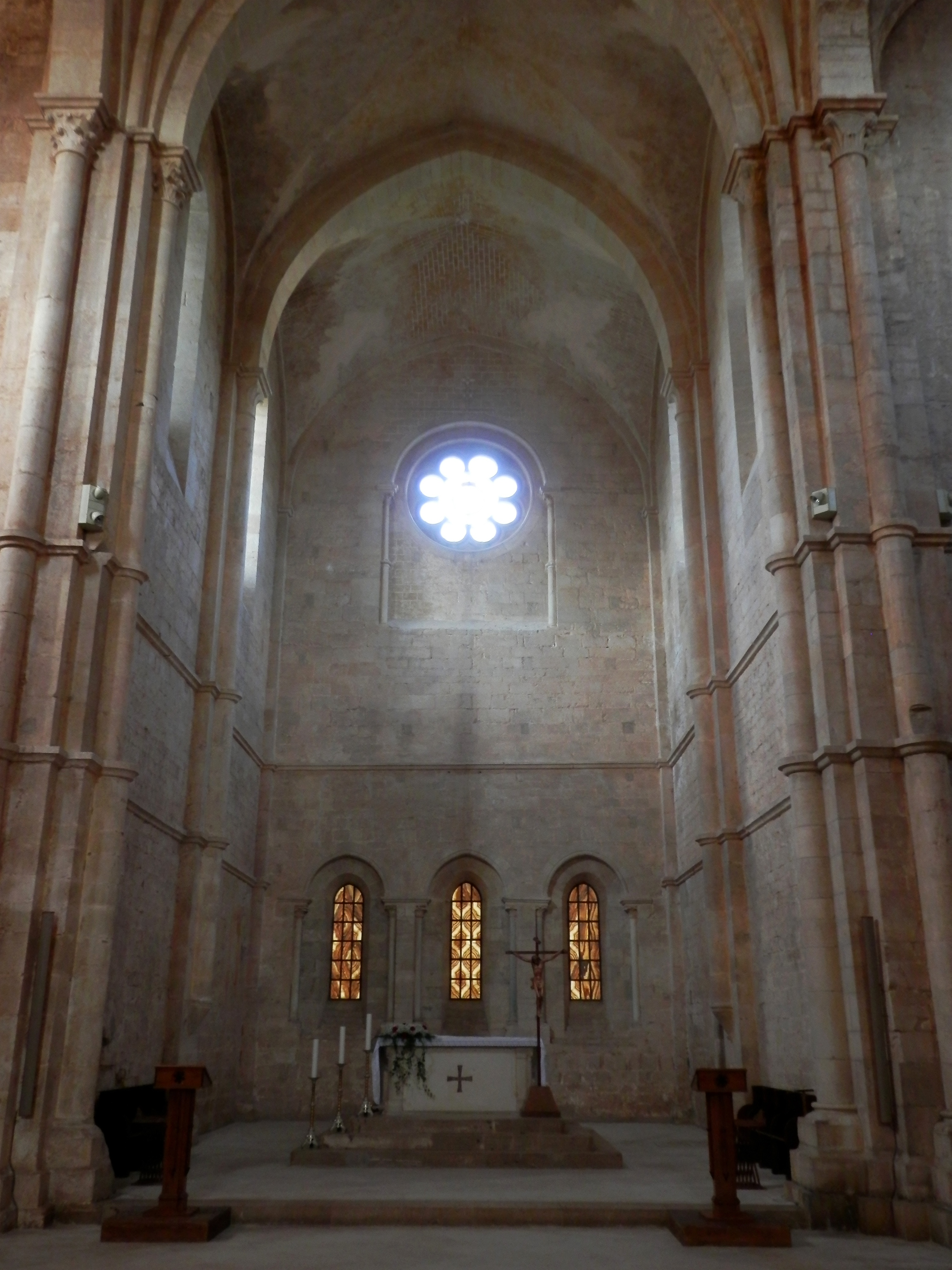
Il presbiterio

### L'esterno
La chiesa si presenta di una spettacolare e severa grandiosità; la facciata (che doveva essere preceduta da un portico) è semplice ma maestosa, con portale fortemente strombato. Il portale è poi costituito da un arco a sesto acuto nella cui lunetta è ripreso il motivo del rosone, mentre nella parte inferiore, un mosaico cosmatesco sostituisce un'iscrizione dedicata a Federico Barbarossa.
Al di sopra del portale riccamente decorato, la facciata è adornata da un grande rosone. Originariamente, esso era più piccolo: di questa precedente versione resta una traccia che sembra coronare l'attuale. Ventiquattro colonnine binate, sui cui capitelli si impostano archetti a sesto acuto, funzionano da armatura della vetrata intermessa. L'oculus ottagonale al centro del frontone è un rifacimento di uno originario che doveva essere simile a quello dell'abside. La possanza della facciata è accentuata dall'esposizione dei poderosi contrafforti.

### L'interno
La struttura della chiesa, costruita interamente in travertino, è basilicale. Ha pianta cruciforme; il braccio longitudinale, che si sviluppa secondo un asse mediano ed è diviso in tre navate, è attraversato perpendicolarmente dal transetto. La lunghezza della navata centrale è scandita nella prima parte da sette campate rettangolari, termina nel presbiterio e nell'abside che formano un unico corpo rettangolare. Il sistema dei sostegni è formato da massicci pilastri rettangolari. Le arcate che conducono dalla navata mediana a quelle laterali sono rette da semicolonne. Altre semicolonne pensili (cioè poste su una mensola a distanza dal suolo) salgono a portare gli archi trasversi della navata centrale.
Dal centro del transetto si erge il tiburio a pianta ottagonale, elevato di due piani e sormontato dalla lanterna, che sostituiva il campanile. Le campane si suonavano nel sito del coro con funi che pendevano davanti all'altare maggiore. Nei due bracci, invece, sono ricavate quattro cappelline: dalle due alla sinistra dell'altare scende la scala con la quale i monaci dal dormitorio passavano direttamente in chiesa. Una cornice di semplice fattura, tipicamente borgognona, corre lungo i due lati della navata centrale a spezzare il verticalismo dell'ambiente. È all'inizio del XXI secolo che viene ultimato il restauro del pavimento della basilica.

## Gli altri edifici

### Il chiostro

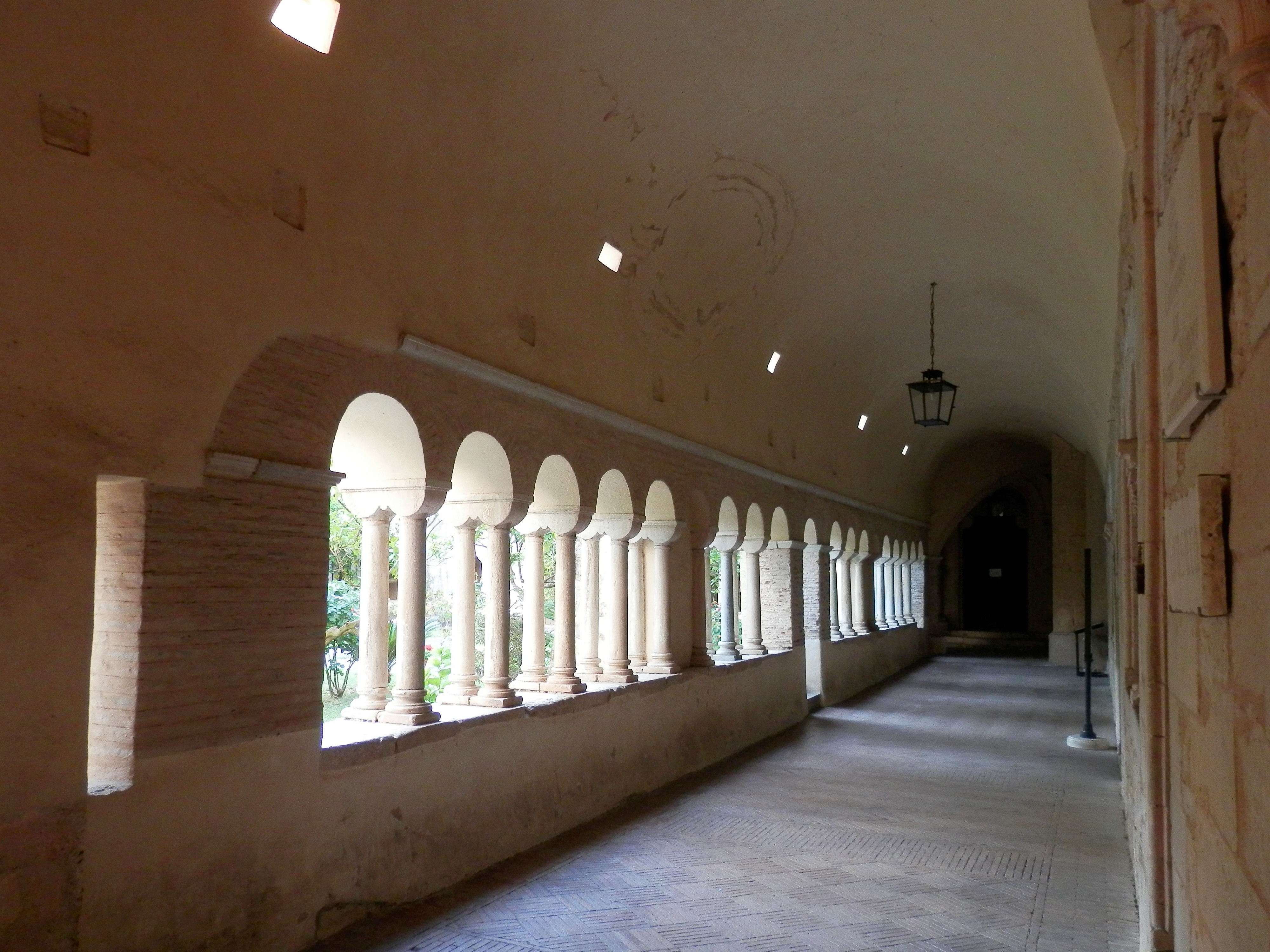
Il chiostro

Il complesso cistercense segue nell'impianto spaziale le regole tradizionali dell'architettura monastica: al centro, dal chiostro si accede a tutti gli altri locali ed intorno alle dipendenze abbaziali necessarie al sostentamento dei monaci: laboratori, magazzini, stalle, ecc. L'intero centro era, poi, delimitato da alte mura delle quali rimane la porta d'ingresso.
Nel chiostro ritroviamo la stessa semplicità di forme della chiesa, se si eccettua il lato meridionale che appartiene senza dubbio ad una costruzione assai più tarda. Le arcatelle a tutto sesto si snodano da colonnine doppie lisce e le gallerie sono coperte da volte a botte. Ai tre lati di stile romanico si contrappone quello costruito a sud in stile gotico: arcatelle di sezione acuta, colonnine abbinate di forme differenti e assai complesse che però non contrastano con le forme degli altri tre lati nonostante la semplicità di questi ultimi. Ben conservata è pure la fontana del chiostro (lavabo) costruita nel XIII secolo di fronte al refettorio.

### La sala capitolare
La sala capitolare a due navate divise in sei campate è coperta da volte a crociera costolonata e sostenuta da due pilastri cosiddetti fascicolari, perché formati da un fascio di colonnine. La sala, databile al XIII secolo, è anch'essa di chiaro stile gotico. Tutti i particolari decorativi sono di una grande eleganza di forme.

### Il refettorio
Nel refettorio, molto vasto e posto perpendicolarmente al chiostro secondo la regula, è conservato ancora integro il pulpito di lettura con la relativa scala. Quest'ambiente, di pianta rettangolare, è coperto da un soffitto in legno i cui due spioventi poggiano su cinque grandi archi a sesto acuto, di profilo quadrato, mentre tredici finestre (di cui cinque murate) dovevano dare grande luminosità alla sala.

### L'infermeria dei monaci
Staccata dall'insieme di stabili che orbitano intorno al chiostro, si trova l'infermeria dei monaci coristi. Al secondo piano si trova la cella dove morì san Tommaso, ora trasformata in cappella: sull'altare, rifatto dall'abate commendatario cardinale Francesco Barberini, si trova un bassorilievo raffigurante la morte del santo così come ce la tramanda la sua biografia, mentre sta spiegando il Cantico dei cantici ai monaci. Nell'infermeria vi è la stanza ove visse, pregò e meditò san Tommaso d'Aquino negli ultimi giorni della sua vita e dove morì nel 1274; ancora oggi in chiesa se ne conserva la semplice tomba vuota (il corpo fu trasferito dai domenicani a Tolosa alla fine del XIV secolo) composta da una lastra di marmo o travertino rettangolare. Sotto la cripta di San Tommaso d'Aquino presso la Casa dell'Abate, il 19 settembre 2022 è stata posta la bara di Sua Eminenza il Cardinale Velasio De Paolis, Cardinale Diacono di Gesù Buon Pastore, morto a Roma il 9 settembre 2017.

## Nella cultura di massa
Alcuni locali dell'abbazia sono stati utilizzati per girare scene del film L'ordine del tempo di Liliana Cavani.
Alcune riprese del film su Gioacchino da Fiore Il Monaco che vinse l'Apocalisse di Jordan River sono state girate all'Abbazia di Fossanova.
L'Abbazia e il suo pittoresco borgo sono state scelte come location per il film "Tutte insieme all'abbazia".
All’interno dell'abbazia sono state girate alcune scene del film "Il diavolo è Dragan Cygan" di Emiliano Locatelli, originario di Priverno, con Enzo Salvi e Sebastiano Somma.